# Sedentismus
V kulturní antropologii pojem sedentismus, někdy nazývaný jako sedentarismus, označuje praxi komunity lidí žít po delší dobu na jednom místě (usedlý způsob života). K roku 2019 sedentismus praktikuje většina lidstva. V evoluční antropologii a archeologii se sedentismem rozumí spíše přechod nomádské společnosti na životní styl, který vyžaduje setrvání na jednom místě. Může docházet i k nucenému sedentismu, kdy jsou kočovníci dominantnější skupinou násilně donuceni zanechat nomádismu.
Sezonní přesun (především v souvislosti s pastevectvím) se nazývá transhumance.